# إنريكي ريفرز
إنريكي ريفرز (بالإسبانية: Enrique Rivers)‏ (4 يناير 1961 في كوستاريكا - ) هو مدرب كرة قدم ولاعب كرة قدم كوستاريكي في مركز الوسط، شارك في الألعاب الأولمبية الصيفية 1984. وشارك مع منتخب كوستاريكا لكرة القدم. أما مع النوادي، فقد لعب مع ديبورتيفو سابريسا ونادي كوميونيكيشنس وBrujas F.C. ‏ والرابطة الرياضية في ليمون ونادي هيريديانو.

## وصلات خارجية
- إنريكي ريفرز على موقع الاتحاد الدولي (مؤرشف)  (الإنجليزية)
- إنريكي ريفرز على موقع أوليمبيديا (الإنجليزية)